# Sobrado à Rua Conselheiro Junqueira, n. 55
O Sobrado à Rua Conselheiro Junqueira, n. 55 é uma edificação localizada em Salvador, município do estado brasileiro da Bahia. Foi tombado pelo Instituto do Patrimônio Histórico e Artístico Nacional (IPHAN) em 1941, através do processo de número 385.

## Arquitetura
Solar urbano, típico do começo do século XVIII, apresentando saguão central ladeado por dois salões. A casa apresenta uma planta quase quadrada, típica das construções mais abastadas do século XVIII, especialmente aquelas situadas em zonas pouco ocupadas. Apresenta portada central servindo de eixo de simetria à fachada e porta-cocheira, à direita do edifício, que conduz ao quintal e dependências de serviço.
Foi tombado pelo IPHAN em 1941, recebendo tombo de belas artes (Inscrição 235/1941).